# 特別市
特别市是部份國家針對特定城市採用的行政區劃，通常為中央政府直接管轄、或在法律上享有特殊地位的市。類似的概念為直轄市，但兩者並不完全相同。

## 中华民国
1921年，北洋政府《市自治制》中称特别市。1930年，國民政府《市组织法》改称为院辖市，即行政院直辖之都市，俗称直辖市。
日本控制下的傀儡政权，亦使用特别市命名，如蒙疆聯合自治政府设立的张家口特别市。满洲国行政区划中在1934年—1939年有新京特别市（长春）和哈尔滨特别市两个特别市，1939年行政区划调整后只有新京特别市（长春）这一个特别市。
1948年11月28日，中共中央致电各中央局、中央分局和华中工委，指出：“在我解放原国民党中央政府的直辖市后，均不沿用特别市的旧称，而一律称为‘市’。平津两市解放后将直属于华北区，暂不宜宣布其直属中央。”中华人民共和国成立后也从未使用过“特别市”通名。

## 日本
特别市是日本在1947年制定的《地方自治法》中规定的一种行政区划名称。特别市拥有处理都道府县及市事务的权利。后于1956年废止，由政令指定都市制度代替。
日本现在出现的道州制议论中，亦有特别市的说法。

## 韩国
特別市（韓語：특별시）也是大韓民國的一級行政區劃名稱。僅設有一個，即首都首爾特別市（서울특별시）。

## 朝鲜
特別市也是朝鮮民主主義人民共和國的一級行政區劃名稱。目前設有羅先市、南浦市及開城市這三個特別市。